# Михнёва, Нина Ивановна
Нина Ивановна Михнёва (16 июля 1923, Петровы Буды — сентябрь 1948) — советская колхозница. Герой Социалистического Труда (1948).

## Биография
Нина Михнёва родилась 16 июля 1923 года в селе Петровы Буды Суджанского уезда Курской губернии (сейчас Беловского района Курской области) в семье крестьянина.
Работала с конца 1930-х годов. В первые годы после Великой Отечественной войны трудилась в свекловодческом совхозе «Коммунар» с центральной усадьбой в посёлке Коммунар Беловского района. Комсомольско-молодёжное звено, которое она возглавляла, в 1947 году собрало с 8 гектаров рожь с урожайностью 30,75 центнера с гектара.
14 мая 1948 года Указом Президиума Верховного Совета СССР за получение высоких урожаев пшеницы, ржи и сахарной свёклы удостоена звания Героя Социалистического Труда с вручением ордена Ленина и золотой медали «Серп и Молот».
В следующие годы звено Михнёвой продолжало получать высокие урожаи зерновых в центральном отделении совхоза.
Жила в Коммунаровском сельсовете Беловского района.
Умерла в сентябре 1948 года в результате простудного заболевания. О смерти газета «Беловская правда» сообщила 26 сентября.
Награждена медалями.